# اینویستا
اینویستا (به انگلیسی: Invista) شرکت نساجی و صنایع شیمیایی آمریکایی است، که در زمینه تولید مواد شیمیایی، الیاف مصنوعی، پلیمرها، انواع رزین و نایلون فعالیت می‌کند.
شرکت اینویستا در سال ۲۰۰۳ توسط شرکت صنایع شیمیایی دوپونت راه‌اندازی شد و در ماه اکتبر سال ۲۰۰۴ توسط شرکت صنایع کوک خریداری گردید.
شرکت اینویستا در حال حاضر بزرگترین تولیدکننده الیاف مصنوعی و رزین در جهان می‌باشد. دفتر مرکزی این شرکت در شهر ویچیتا، کانزاس قرار دارد.